# 黄河科技学院
黄河科技学院是一所位于河南省郑州市由胡大白女士创办的普通本科民办高校，创建于1984年10月，2000年开始实施本科教育。是中国第一所民办普通高校。

## 概况
校园占地面积2138亩，校舍建筑面积70多万平米；截止2014年4月，学院有全日制在校生27000余人，专任教师1256人，兼职教师669人，拥有双师型教师630余人，教学科研仪器设备价值1.74亿元，拥有13个二级学院，有工学、文学、管理学、经济学、法学、教育学、医学、理学、艺术学共9个学科门类，有73个本科专业（含22个本科专业方向）、27个专科专业。图书馆藏书289.7万余册。